# امان اقيدار
امان اقيدار قرية تنتمي إلى جماعة واكليم في دائرة تنغير جهة سوس ماسة درعة في بلد المغرب. انقسمت امان اقيدار قديما إلى ثلاث قريات:
1. ايت المكسوب
2. ايت مولاي إبراهيم
3. ايت مولاي أحمد

كان هناك قديما صراع بينها وبين قرية واكليم حول المنطقة التي تسمى حاليا (تاكليمت)
فكانت لـ امان اقيدار، حيث كانت القرية الجديدة بعد ذلك ازدادت منطقة جديدة اسمها تاركيطت، تمتاز هذه القرية بعدة قرى صغيرة وكانت قريبة من قرية واكليم ويتوسطهما جبل كثرت فيه المياه ولكن الآن قلت مياهه فأصبحت كلا القريتين جافتين.

## سبب التسمية
يقال أن سبب تسمية هذه القرية بهذا الاسم هو رجل شريف أتى إلى القرية وكانت معروفة بالوادي الذي يمر منها، وكان ذلك الرجل قد توقف في «امان اقيدار» لكي يستريح من عناء السفر، فذهب إلى الوادي لكي يغسل هندامه الذي يسمى بالأمازيغية «اقيدور» (علما ان القرية لم يطلق عليها هذا الاسم قط)، فرآه بعض الأشخاص فأطلقوا على القرية اسم «امان اقيدار» أي ماء الهندام نسبة إلى الرجل الشريف.